# Gauche constitutionnelle

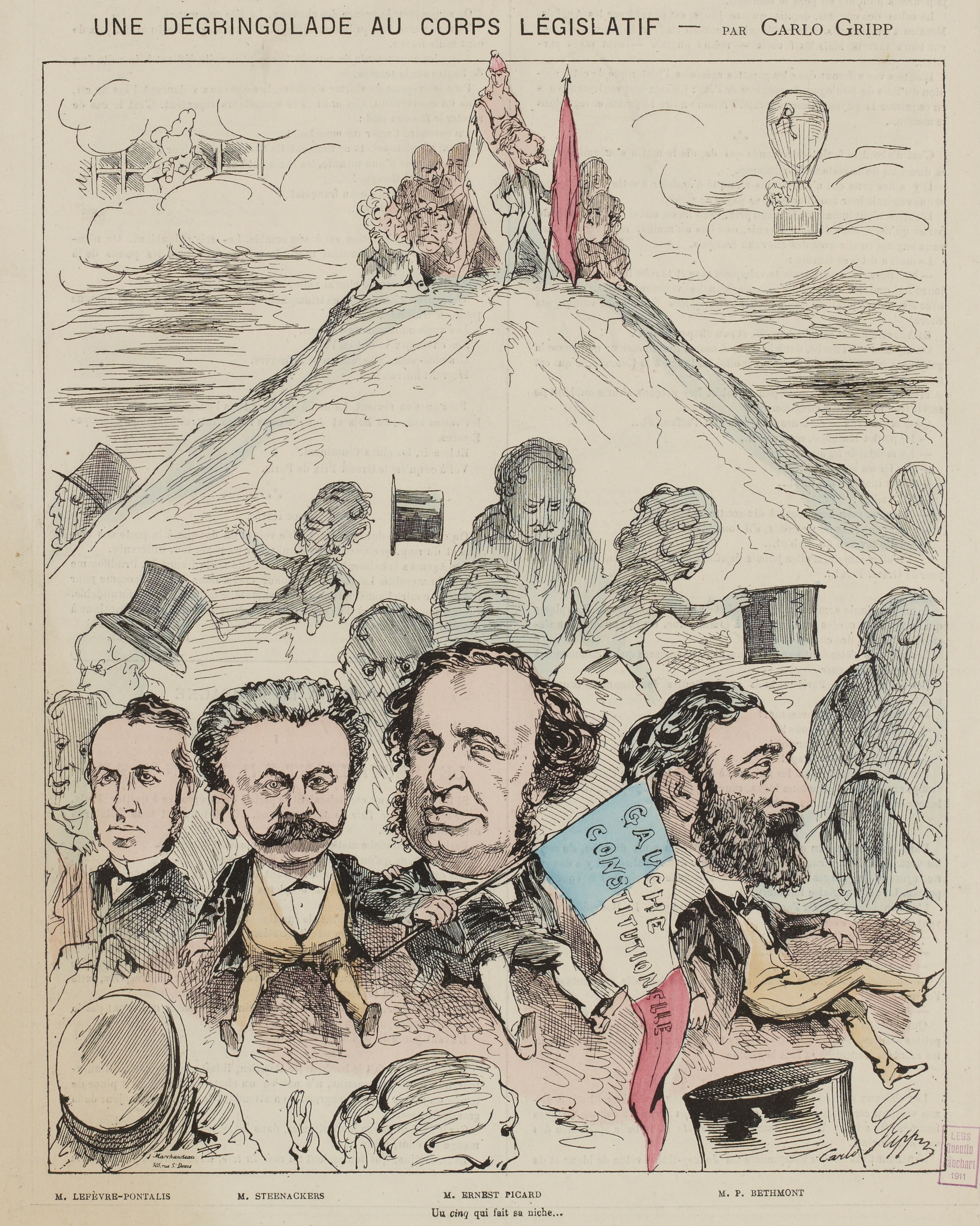
Picard et ses collègues de la Gauche constitutionnelle quittent la Montagne, où se tiennent Gambetta et les autres républicains, et « dégringolent » vers la Plaine. Caricature de Carlo Gripp (Paris-Comique, 18 juin 1870).

Le groupe de la Gauche constitutionnelle, également surnommé « Gauche ouverte » ou « groupe Picard », est un groupe parlementaire français mené par Ernest Picard au Corps législatif pendant les derniers mois du Second Empire.

## Histoire

### Contexte
Les élections législatives de 1869 ont vu un recul de la majorité bonapartiste au profit des forces d'opposition, qui ont obtenu 93 sièges, soit 59 de plus que lors du précédent scrutin.
Cependant, seule la moitié des députés élus contre les candidats officiels du régime impérial appartenait à l'opposition républicaine proprement dite. L'autre moitié se composait d'indépendants, de bonapartistes parlementaristes du Tiers parti, renforcés par le scrutin, et d'anciens membres de l'Union libérale de Thiers, en déclin par rapport à la législature précédente.
Les  députés républicains réunis chez Jules Favre les 14 et 15 novembre 1869 afin de rédiger un « manifeste de la Gauche », destiné à réaffirmer leurs idéaux démocratiques et à les distinguer du reste de l'opposition, n'étaient ainsi que 27.
La cohésion de ce groupe de la Gauche a rapidement été confrontée à des tiraillements stratégiques face à la libéralisation du régime, auquel s'est rallié Émile Ollivier. Ancien membre du « groupe des Cinq », qui regroupait, pendant la deuxième législature (1857-1863), les cinq députés républicains (Darimon, Favre, Hénon, Ollivier et Picard) qui avaient choisi de prêter serment afin de pouvoir porter les principes de leur famille politique au Corps législatif, Ollivier avait en effet accepté, le 2 janvier 1870, de constituer un nouveau gouvernement en s'appuyant aussi bien sur des fidèles de l'empereur et des bonapartistes libéraux que sur un centre gauche constitué de libéraux acceptant l'empire.
En appelant le peuple à ratifier les récentes réformes libérales, le plébiscite du 8 mai 1870 a tendu un autre piège aux républicains. Réunis au sein du comité anti-plébiscitaire de la rue de La Sourdière, les députés de la Gauche s'accordent à prôner le « Non » ou l'abstention, mais des dissensions apparaissent entre les « irréconciliables » purs, intransigeants dans leur opposition au régime issu du coup d’État, et des républicains plus modérés, qui ont pris acte de l'évolution libérale des institutions.
Bien qu'il ait combattu le plébiscite dans son journal, L'Électeur libre, Ernest Picard est perçu depuis plusieurs mois comme le principal orateur de cette dernière tendance. Il est ainsi entré en conflit avec une partie de ses collègues dès le 19 avril, en refusant de signer le manifeste de la Gauche, rédigé par Gambetta et Ferry et dont les signataires étaient aussi bien des députés que des journalistes. Huit autres députés ont alors suivi Picard.
Le triomphe national du « Oui » (plus de 82 % des suffrages) a encouragé Picard et ses amis à poursuivre leur recherche d'une troisième voie entre l'opposition systématique et le ralliement au régime : il s'agissait désormais de continuer la lutte pour la démocratie représentative sans aller à contre-courant de la récente manifestation du suffrage universel en faveur de l'empire libéral.

### Formation du groupe

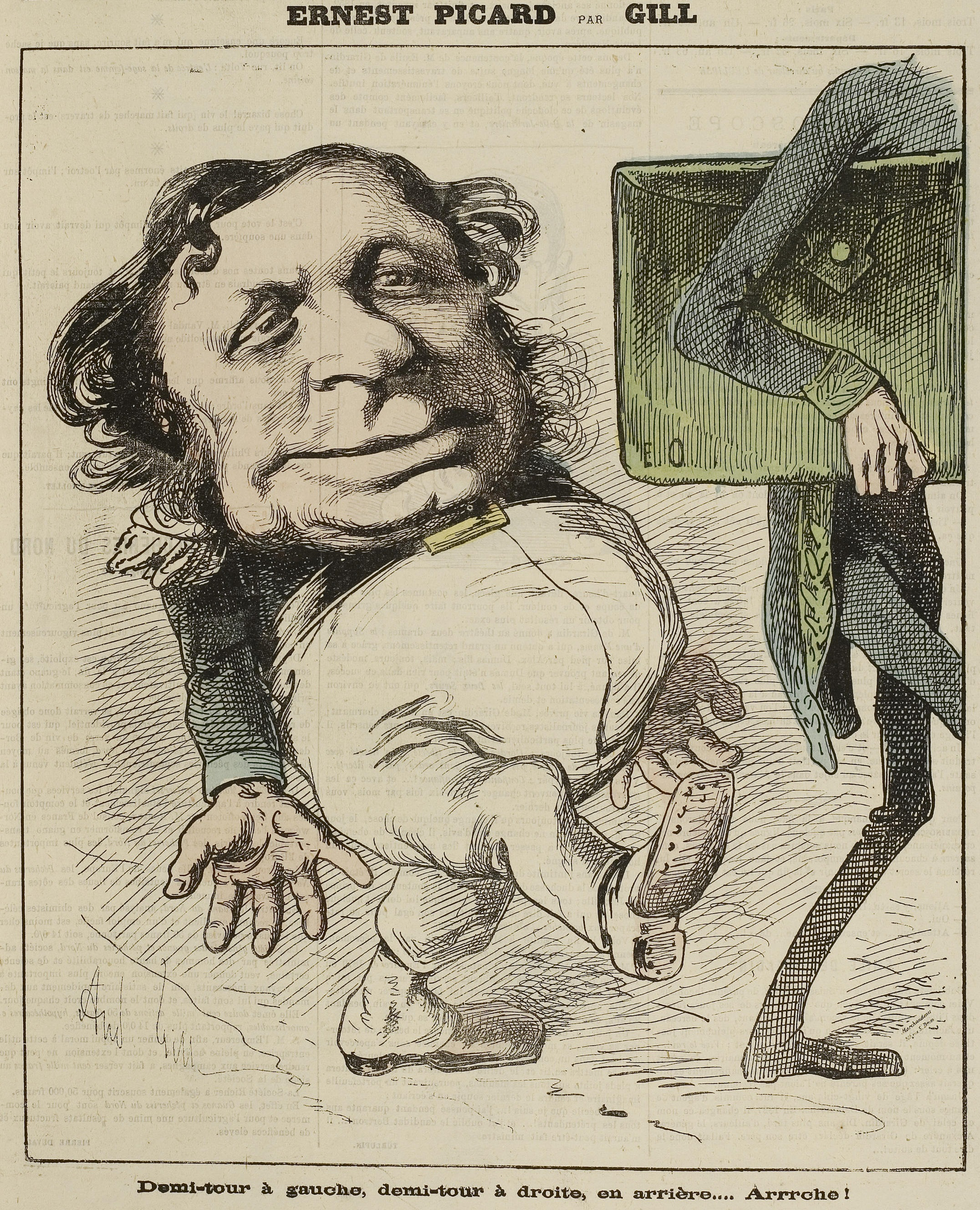
Caricature de Picard par André Gill raillant son revirement. Le député de l'Hérault y semble attiré par le portefeuille ministériel tenu par Émile Ollivier (L'Éclipse, 11 juin 1870).

Fin mai, seize députés, dont ceux qui avaient refusé de signer le manifeste anti-plébiscitaire de la Gauche, se réunissent chez Picard. Sous la direction de celui-ci, ils décident de fonder un nouveau groupe après un discours de Kératry adjurant les « démocrates libéraux » de choisir entre la participation au pouvoir, qui permettrait de réaliser leur programme, ou la politique d'abstention prônée par les irréconciliables. Leur nombre (17) est égal à celui des députés signataires du manifeste de la rue de La Sourdière.
Le nouveau groupe, dont Steenackers assure le secrétariat, est surnommé dans la presse « Gauche constitutionnelle », par analogie évidente avec la Gauche dynastique (ou Gauche constitutionnelle) du temps de la monarchie de Juillet.
Naturellement, la Gauche, présidée par Grévy, voit d'un mauvais œil cette scission et accuse Picard et ses collègues d'adopter « une politique ouverte aux compromis monarchiques ». Picard est même soupçonné de vouloir suivre l'exemple d'Ollivier et de préparer son entrée au gouvernement. Ainsi, les caricaturistes de l'époque le montrent prêt aux plus hasardeuses contorsions afin d'obtenir un portefeuille ministériel.

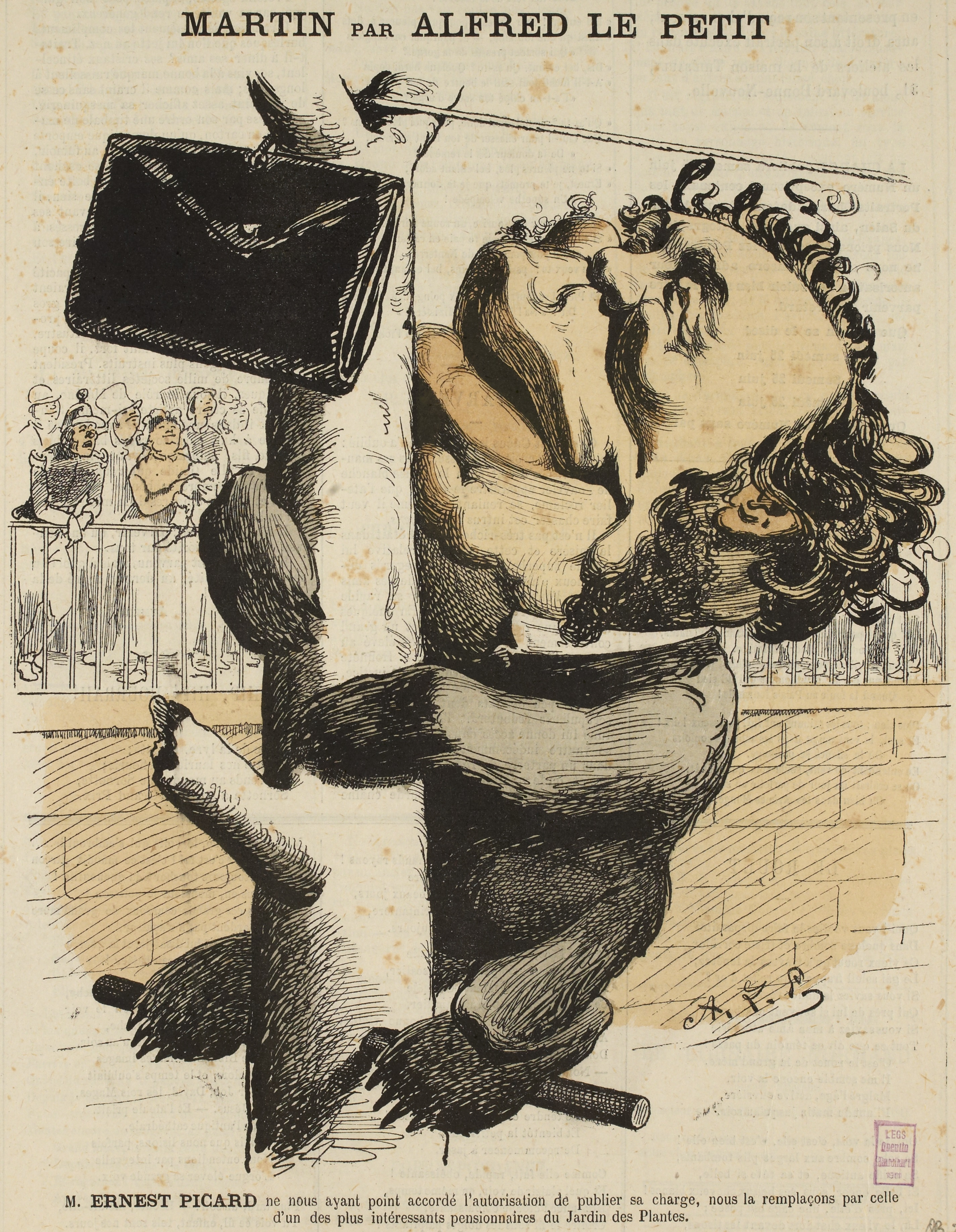
Caricature par Alfred Le Petit : Picard essaye d'atteindre un portefeuille ministériel (La Charge, 18 juin 1870).
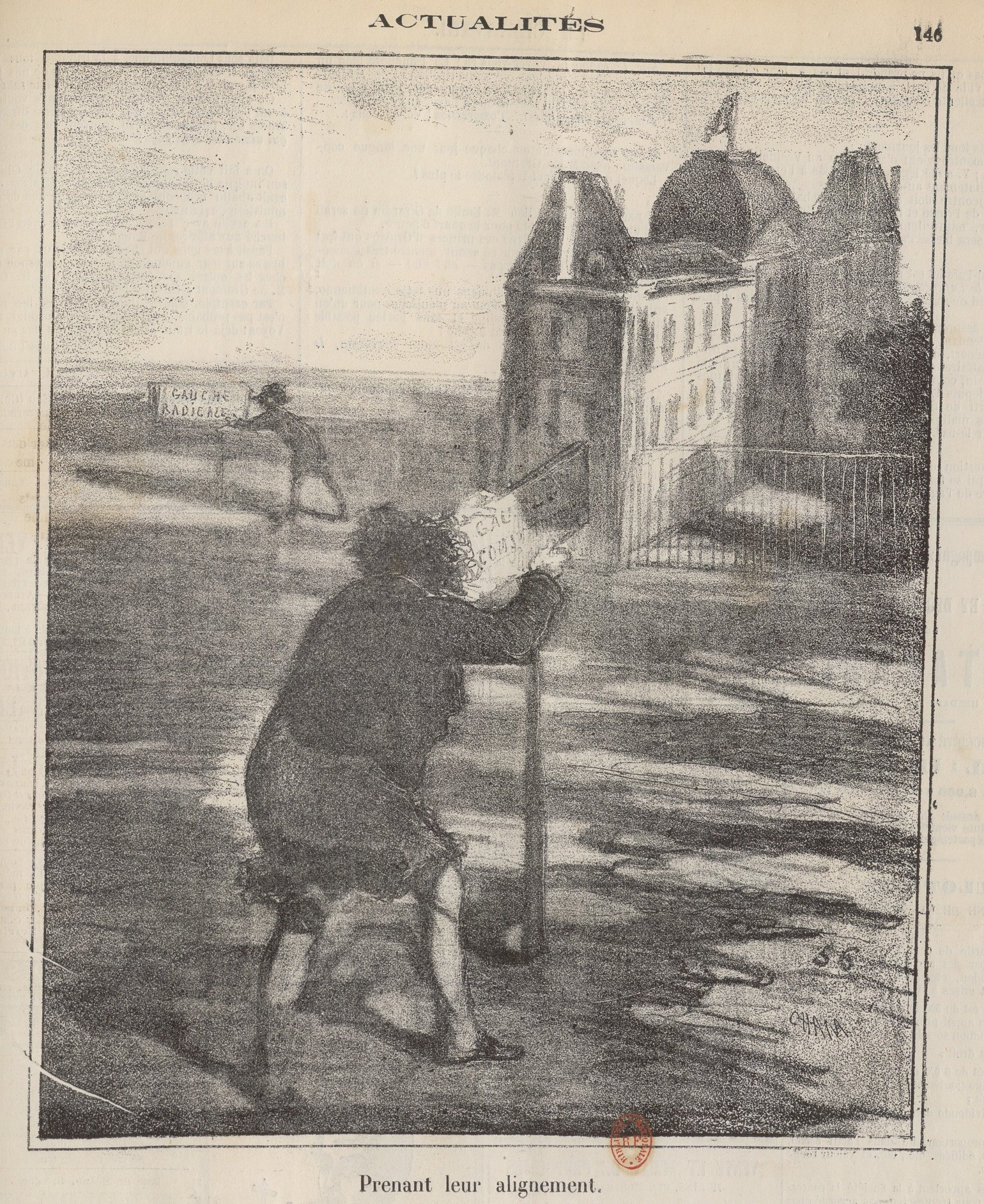
Caricature par Cham : Picard aligne la Gauche constitutionnelle sur les Tuileries (Le Charivari, 5 juillet 1870).
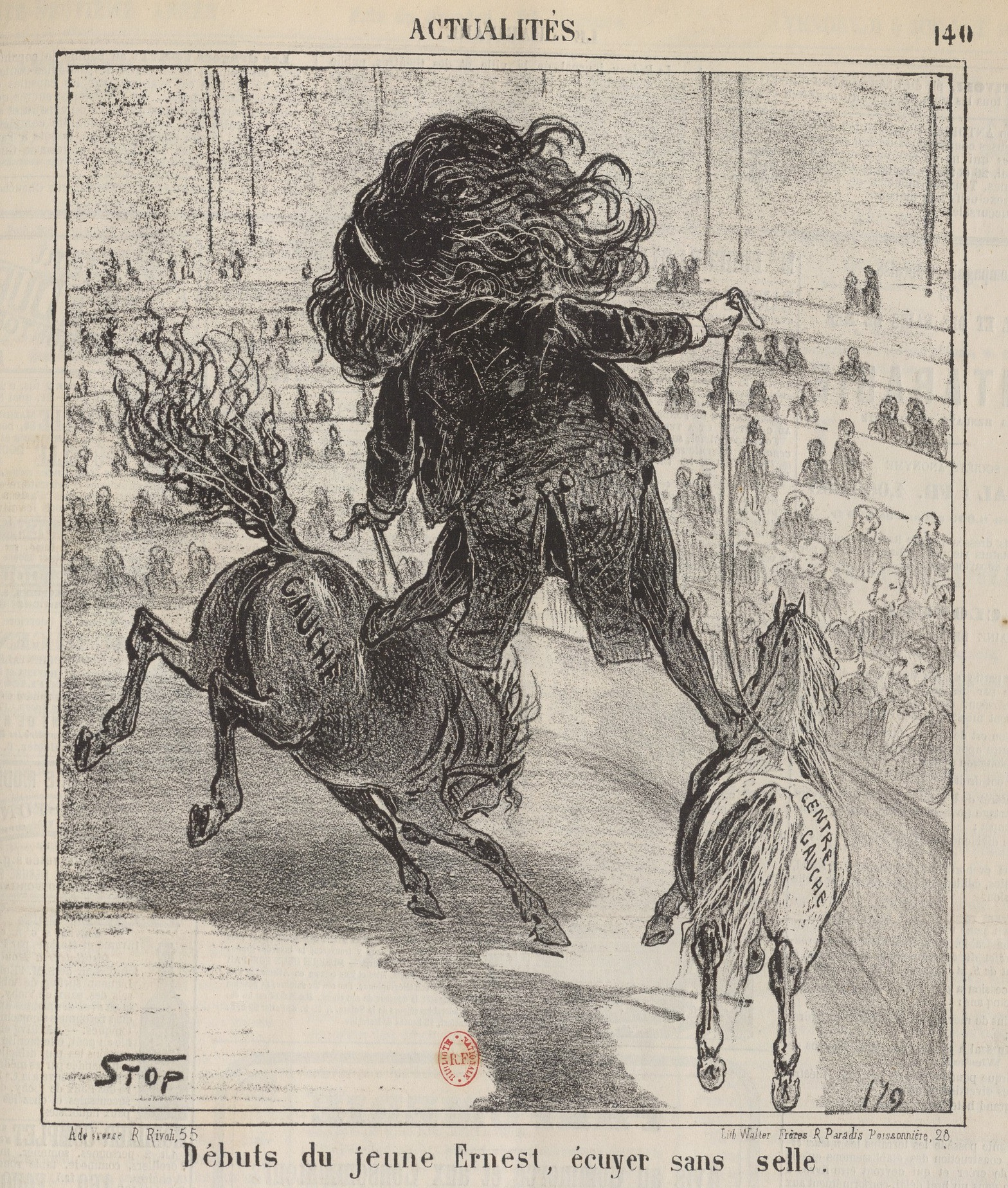
Caricature par Stop : Picard tente une périlleuse poste hongroise entre la Gauche et le Centre gauche (Le Charivari, 7 juillet 1870).

Dès le 4 juin, les députés scissionnaires répondent à ces accusations, qu'ils qualifient de « calomnies », et précisent leur positionnement : « Nous ne transigerons jamais avec le pouvoir personnel, et nous répudions tous les compromis. La vraie discussion n'est pas là : vous le savez. La différence entre vous et nous est celle-ci : vous voulez une Chambre fermée, nous la voulons ouverte à quiconque revendiquera les libertés publiques sur le terrain où la Gauche s'est placée de 1857 à 1869 ».
Si Picard récuse les appellations de « Gauche constitutionnelle » ou de « Gauche ouverte » (par opposition à la « Gauche fermée » des irréconciliables), revendiquant au contraire la place de son groupe au sein de la Gauche « sans épithète », il se félicite de n'être plus confondu avec les « radicaux » de la rue de La Sourdière.
Son positionnement sur l'échiquier politique rapproche le « groupe Picard » de celui du Centre gauche (ex-Union libérale) du marquis d'Andelarre, groupe avec il lequel il semble avoir partagé plusieurs membres, dont le marquis de Grammont, Antonin Lefèvre-Pontalis et Louis Riondel.
Le groupe se réunit plusieurs fois, mais l'éclatement de la guerre contre l'Allemagne, le 19 juillet, a mis fin à ses activités propres et a rapproché ses membres de ceux du groupe « radical ».

## Membres
- Jules Barthélemy-Saint-Hilaire[10] (Seine-et-Oise)
- Paul Bethmont[10] (Charente-Inférieure)
- Horace de Choiseul-Praslin[10] (Seine-et-Marne)
- Ferdinand de Grammont[10] (Haute-Saône)
- Antoine-Léonce Guyot-Montpayroux[10] (Haute-Loire)
- Léopold Javal[10] (Yonne)
- Paul de Jouvencel[10] (Seine-et-Marne)
- Émile de Kératry[10] (Finistère)
- Jules Lecesne[10] (Seine-Inférieure)
- Antonin Lefèvre-Pontalis[10] (Seine-et-Oise)
- François Malézieux[10] (Aisne)
- Alfred de Marmier[10] (Haute-Saône)
- Ernest Picard[10] (Hérault)
- Germain Rampont[10] (Yonne)
- Louis Riondel[10] (Isère)
- François-Frédéric Steenackers[10] (Haute-Marne)
- Daniel Wilson[10] (Indre-et-Loire)